# 拉卡森 (路易斯安那州)
拉卡森（英語：Lacassine）是位於美國路易斯安那州傑佛遜·戴維斯堂區的一個普查規定居民點。

## 人口
根據2020年美國人口普查的數據，拉卡森的面積為4.53平方千米，當中陸地面積為4.53平方千米，而水域面積為0.00平方千米。當地共有人口490人，而人口密度為每平方千米108.17人。